# Донецький обласний спеціалізований будинок дитини (Макіївка)
Обласний спеціалізований будинок дитини — будинок дитини для дітей, народжених ВІЛ-позитивними матерями. Будинок відкрито у 2001 році, знаходиться у місті Макіївка. У будинку дитини перебуває більше 70 сиріт та дітей, позбавлених батьківського піклування віком від народження до 5 років. Це єдиний медичний заклад такого роду в Україні. За 10 років існування, в будинку дитини побувало понад 700 дітей. У частини з них був підтверджений ВІЛ-позитивний статус.

## Спеціалізація
У будинку дитини діти отримують спеціалізоване лікування. Антиретровірусну терапію проводять дітям, у яких підтвердився ВІЛ-позитивний статус. За роки роботи закладу було усиновлено 32 ВІЛ-позитивних дитини. Під час відвідин макіївського будинку дитини висловив побажання всиновити одного із вихованців британський співак Елтон Джон.
Спеціалізований будинок дитини у Макіївці — комунальний заклад, допомогу у його фінансуванні надають також благодійні організації, зокрема фонд Олени Пінчук «АнтиСНІД», Фонд Елтона Джона «СНІД» («Elton John AIDS Foundation») та британський благодійний фонд «The Big Lottery Fund». Для забезпечення потреб ВІЛ-позитивних дітей закладу 11 листопада 2004 року була створена Благодійна організація «Донбас проти СНІДу дітей». Організація проводить матеріальну підтримку ВІЛ-позитивних дітей, фінансування наукової та методичної діяльності, пропаганди боротьби зі СНІДом, надає допомогу багатодітним і малозабезпеченим сім'ям, залучає психологів, викладачів, юристів та інших фахівців.  Благодійна організація «Донбас проти СНІДу дітей» працює в рамках проекту Діти плюс.

## Усиновлення
У 2006 році за підтримки Фонду Олени Пінчук «АнтиСНІД» та програми «Родина для дитини» Holt International у дві родини було прийнято 8 ВІЛ-позитивних дітей. Станом на 1 вересня 2010 р. організацією «Донбас проти СНІДу дітей» в сімейні форми виховання влаштовано 33 дитини з ВІЛ-позитивним статусом:
- всиновлено 20 дітей
- влаштовано під опіку 9 дітей
- в прийомну сім'ю влаштована 1 дитина;
- повернено в біологічну сім'ю 3 дітей

Родина Віри Росохи усиновила чотирьох вихованців будинку дитини, а ще двох взяла на виховання.

## Відвідини будинку дитини Елтоном Джоном
12 вересня 2009 року обласний спеціалізований будинок дитини відвідав британський співак, керівник Фонду по боротьбі зі СНІДом («Elton John AIDS Foundation») сер Елтон Джон, який прилетів на декілька годин в Україну у рамках проекту по боротьбі зі СНІДом «Діти плюс». У поїздці взяли участь керівник Фонду «АнтиСНІД» Олена Франчук та її чоловік Віктор Пінчук.  Співак познайомився з двома жінками, які усиновили дітей з ВІЛ-інфекцією. Метою приїзду в Україну, було бажання співака подивитися, куди надходять гроші, що виділяються його Фондом .
Після відвідин будинку дитини співак зазначив:
|  | Я був близько години, я бачив майже всіх дітей, бачив всіх, хто тут працює, і мені здається, це абсолютно дивний, і це абсолютно чудово працюючий дитячий будинок... Тут чудова медична увага діткам, психіатри чудово працюють, психологи. І найважливіше, що любов оточує дітей. І всі діти, вони, дійсно, щасливі. |

На прес-конференції Елтон Джон та його продюсер та партнер Девід Ферніш прийшли разом із 14-місячним малюком вихованцем будинку дитини. Елтон Джон сказав, що малюк «забрав його серце» і висловив бажання всиновити його. Згодом міністр у справах сім'ї, молоді та спорту України Юрій Павленко повідомив, що Елтон Джон не може усиновити хлопчика через свій вік та сімейний стан. В Україні при всиновленні різниця у віці між батьками та дитиною не повинна перевищувати 45 років. Крім того, прийомні батьки мають бути одружені, а Україна не визнає одностатеві шлюби. 
Міжнародна благодійна організація «Кожній дитині» неоднозначно сприйняла плани Елтона Джона всиновити хлопчика. Організація застерігає від широкої реклами усиновлень через те, що «зіркові усиновлення зокрема, заохочують мам із неблагополучних та бідних сімей залишати своїх дітей в дитячих будинках, сподіваючись на те, що їх візьмуть багаті іноземці і дітям буде забезпечене краще життя» 